# Juliane Domscheit
Juliane Domscheit (* 21. August 1988 in Potsdam) ist eine deutsche Ruderin.
Domscheit war Schülerin an der Sportschule Potsdam und trainierte unter der Anleitung von Jutta Lau bei der Potsdamer Ruder-Gesellschaft.
Erste sportliche Erfolge feierte sie 2006 mit einem zweiten Platz im Einer bei den Junioren-Weltmeisterschaften in Amsterdam und im Jahr darauf als Mitglied des deutschen Doppelvierers mit dem vierten Platz bei den U23-Weltmeisterschaften im Strathclyde Country Park.
Nach dem Aufrücken in den Seniorenbereich wurde sie im September 2007 bei den in Posen ausgetragenen Ruder-Europameisterschaften 13. im Einer. Im Sommer 2008 wurde sie vom Deutschen Ruderverband (DRV) als Ersatzfrau im deutschen Doppelvierer für die Olympischen Sommerspiele in Peking nominiert. Zuletzt wurde sie bei der DRV-Kleinbootüberprüfung in Köln Fünfte und ist damit 2010 sicher in der Nationalmannschaft beim nächsten World Cup in München. Bei den U23-Weltmeisterschaften 2010 gewann sie den Titel im Doppelvierer.

## Sportliche Erfolge
- 2006: Junioren-Weltmeisterschaften, 2. Einer
- 2007: U23-Weltmeisterschaften, 4. Doppelvierer
- 2007: Europameisterschaften, 13. Einer
- 2010: U23-Weltmeisterschaften, 1. Doppelvierer